# Dirk Meier
Pour les articles homonymes, voir Meier.
Dirk Meier (né le 28 janvier 1964 à Spremberg) est un coureur cycliste allemand. Lors des Jeux olympiques de 1988 à Séoul, il a remporté la médaille d'argent de la poursuite par équipes avec l'équipe de la RDA, composée de Carsten Wolf, Steffen Blochwitz et Roland Hennig. Il a également été deux fois vice-champion du monde de cette discipline en amateurs, en 1986 et 1987. De 1997 à 2001, il a dirigé l'équipe Agro-Adler Brandenburg.

## Palmarès sur piste

### Jeux olympiques
- Séoul 1988
  -  Médaillé d'argent de la poursuite par équipes (avec Carsten Wolf, Steffen Blochwitz et Roland Hennig)

### Championnats du monde
- 1986
  -  Médaillé d'argent de la poursuite par équipes amateurs
- 1987
  -  Médaillé d'argent de la poursuite par équipes amateurs

### Championnats nationaux
- 1986
  -  Champion d'Allemagne de l'Est de poursuite par équipes (avec Steffen Blochwitz, Roland Hennig)
- 1987
  -  Champion d'Allemagne de l'Est de poursuite par équipes (avec Steffen Blochwitz, Roland Hennig)

## Palmarès sur route
- 1987
  - Tour de Liège :
    - Classement général
    - 2ea et 3eb (contre-la-montre) étapes

  - 2e du Tour de Castellón
- 1988
  - Tour de Basse-Saxe :
    - Classement général
    - Prologue a et 1reb (contre-la-montre par équipes) étape

  - Olympia's Tour :
    - Classement général
    - 7eb étape (contre-la-montre)
- 1989
  - Classement général du Tour de Liège
- 1991
  -  Champion d'Allemagne du contre-la-montre par équipes (avec Steffen Blochwitz, Thomas Will et Achmed Wolke)